# Mareuil (Charente)
Mareuil település Franciaországban, Charente megyében. Lakosainak száma 393 fő (2022. január 1.). Mareuil Courbillac, Sigogne, Neuvicq-le-Château és Rouillac községekkel határos.

## Népesség
A település népességének változása:
| Lakosok száma | 319  | 298  | 360  | 377  | 410  | 406  | 405  | 398  | 393  | 393  |
|               | 1968 | 1982 | 1990 | 2006 | 2013 | 2015 | 2017 | 2019 | 2020 | 2022 |